# El Born
Pour les articles homonymes, voir Born.
El Born est un quartier et un secteur de la ville de Barcelone qui s'étend autour du Passeig del Born, du marché del Born et de l'église Santa Maria del Mar. Sur le plan administratif, il se trouve aux alentours de Sant Pere, Santa Caterina i La Ribera, dans le district de la Ciutat Vella. Il est délimité par le Passeig de Picasso, par le Carrer de la Princesa jusqu'au Carrer del Rec, par le Passeig del Born, Santa Maria del Mar, le Pla de Palau et l'Avenida del Marquès de l'Argentera.
La Ribera est l'un des trois quartiers historiques de Sant Pere, Santa Caterina i La Ribera. De nos jours, le terme « Born » est utilisé comme synonyme des quartiers de la Ribera et ceux attenants, pour désigner le secteur Nord-Est de La Ribera autour de Santa Maria del Mar et du Passeig del Born. La zone était connue sous le nom de Ribera del Rec Condal  ou quartier de Santa Maria del Mar. 
El Born est un quartier contrasté car le centre historique de Barcelone coexiste avec des boutiques de mode tendances, proposant des propositions en matière de mode, d’art et de gastronomie. Il y existe des lieux d'intérêt : 
- La rue Montcada abrite le musée Picasso et la salle Montcada.
- Basilique Santa Maria del Mar.
- La Plaça de les Olles.
- L'ancien marché du Born devenu depuis 2013 le centre culturel et mémoriel du Born.

## Étymologie
Le nom du lieu vient de « born », enceinte où se déroulaient des joutes et de tournois entre chevaliers médiévaux. 
Il existe de nombreux autres lieux nommés « Born » dans les pays catalans : Plaça de Born à Ciutadella à Minorque, le Passeig des Born à Palma ou les rues d'El Born à Manresa et Igualada.

## Histoire
Le quartier est également appelé « Santa Maria del Mar ». Il est bordé par le district de Sant Pere  au niveau du Carrer de la Princesa et par le quartier de la Ciutadella sur le Passeig de Picasso. Il s'est organisé autour de l'ancien Pla d'en Llull, dont la population remonte au XIIIe siècle et qui s'appelait alors Vilanova. Il est né à la périphérie de l'enceinte primitive et s'est retrouvé à l'intérieur de l'enceinte à partir de 1438, lors de l'extension de la muraille. Le centre ancien était situé au niveau du parc de la Ciutadella et a été détruit sur ordre de Philippe V pour construire la forteresse.
Le quartier a été formé dans des zones sablonneuses appelées Vilanova ou Vilanova de la Mar, afin de le différencier des autres villages construits autour de l'enceinte primitive de la ville. C'était autour d'une église documentée par les premiers documents tels que Santa Maria de les Arenes, maintenant appelée Santa Maria del Mar. Le site était déjà peuplé dans l'Antiquité, comme l'attestent les tombes de datant du Bas-Empire romain trouvées sur le Passeig del Born.
Des marins, des porteurs et dockers et des manœuvres habitaient le quartier À partir du XIIIe siècle, des maisons nobles et des marchands furent également construites et donnent au quartier un aspect plus fastueux.
À l'époque médiévale, ce qui est maintenant le Passeig del Born devient le lieu de tournois et de joutes. Le mot « born » désigne précisément le lieu où se tiennent les jeux d'armes, c'est-à-dire les joutes et les tournois entre chevaliers médiévaux. Il existe des rues et places du « born » dans de nombreuses villes de l'ancienne couronne de Catalogne et d'Aragon.

## Présentation
La délimitation exacte du quartier est :
- le passage Pablo Picasso
- la rue de la Princesse jusqu'à l'intersection avec la rue du Rec ;
- le passage du Born ;
- l'Église Sainte-Marie-de-la-Mer de Barcelone ;
- l'avenue du Marquis de l'Argentière.

La Ribera est l'un des trois quartiers historiques de Saint Pierre, Sainte Catherine et la Rivera. Le nom de Born s'utilise aujourd'hui à la fois comme synonyme du quartier de la Ribera entier ou pour désigner le secteur de Sainte Marie de la Mer et du Passage du Born, zone autrefois connue sous le nom de Ribera du Rec Comtal, ou quartier de Sainte Marie de la Mer. 
El Born est une zone contrastée où se côtoient la Barcelone historique, divers commerces à risque ou des magasins innovateurs, de mode, d'art et de gastronomie. Les principaux points notables du quartier sont :
- la rue Montcada, avec le musée Picasso et la sale de Montcada ;
- l'église Sainte Marie de la Mer ;
- le marché del Born.